# Otorragia
L'otorragia è definita come la fuoriuscita di sangue dall'orecchio dovuta a trauma cranico o traumi dell'orecchio stesso.
Se, consensualmente alla fuoriuscita di sangue, l'infortunato lamenta dolore intenso e sordità, si tratta probabilmente di una perforazione del timpano. Può essere anche segno di una frattura della base cranica, più precisamente della rocca petrosa.
Non va impedita la fuoriuscita del sangue, perché altrimenti aumenterebbe la pressione intracranica con conseguenze peggiori.